# Komeito (1962-1998)
Kōmeitō (公明党) foi um partido político no Japão, que juntamente com o Partido Liberal Democrata (LDP) foram um dos principais apoiadores da Lei sobre a Bandeira e o Hino Nacional, motivada pelo suicídio do diretor de uma escola em Hiroshima que não conseguira resolver uma disputa entre seu conselho escolar e seus professores sobre o uso do Hinomaru e do Kimigayo. Enquanto a oposição incluía o Partido Social Democrata (SDPJ) e o Partido Comunista (CPJ), que alegaram conotações dos símbolos com a guerra. O CPJ era o mais oposto por não querer que o assunto fosse decidido pelo povo. Enquanto isso, o Partido Democrático do Japão (DPJ) não obteve consenso partidário sobre o tema. O presidente do DPJ, Naoto Kan defendeu que o DPJ deveria apoiar a legislação porque seu partido já reconhecia estes símbolos como próprios do Japão.
O presente partido Novo Komeito foi formado como resultado de uma fusão entre o Komeito e o Partido da Nova Paz.